# Kasteel Rosendahl
Het Kasteel Rosendahl (ook: Kasteel Rozendaal) is een kasteel met domein in de West-Vlaamse plaats Ichtegem, gelegen aan Moerdijkstraat 2.

## Geschiedenis
Op de Ferrariskaarten van 1770-1778 is nog geen sprake van bebouwing op dit terrein. In 1835 was er echter al sprake van een dubbel omgracht kasteel met bijgebouwen. Eigenaar was Ludovicus Ricour, die burgemeester was van Ichtegem.
In 1842 kwam het domein aan de familie De Crombrugghe de Looringhe. Het hoofdgebouw werd omgebouwd tot een neoclassicistisch kasteel, gelegen in een domein van 7 ha. Eigenaar Pius Felix Joseph de Crombrugghe, welke overleed in 1869, was gezant van Koning Willem I in Zweden, Denemarken en Noorwegen.
In 1878 vonden uitbreidingen plaats in opdracht van Guillelmus de Crombrugghe de Looringhe. Ook werden serres en een speelhuis gebouwd. Ook in 1930 vonden uitbreidingen plaats.
Tijdens de Tweede Wereldoorlog, toen de gemeenteschool door de Duitsers was gevorderd, werden in het kasteel lessen gegeven.

## Gebouw
Het huidige kasteel heeft een T-vormige plattegrond en is streng symmetrisch van opbouw. Er is een brede ingangspartij. De bijgebouwen zijn van 1878 en omvatten een onder meer koetsierswoning. Het park was oorspronkelijk in Franse stijl en omstreeks 1880 werd het vergroot en omgevormd tot een park in Engelse landschapsstijl. Dit omvat een grillig gevormde waterpartij en kronkelige paden.